# TT Assen 1968
De TT van Assen 1968 was de vierde Grand Prix van het wereldkampioenschap wegrace-seizoen 1968. De races werden verreden op zaterdag 29 juni 1968 op het Circuit van Drenthe vlak bij Assen. Alle klassen kwamen aan de start. De wereldtitel in de 50cc-klasse werd hier beslist, maar dat was nog niet officieel omdat men niet zeker wist of de Grand Prix van Japan zou worden afgelast.

## 500cc-klasse
In Assen had Giacomo Agostini kennelijk besloten een spelletje te spelen met zijn tegenstanders. Zes ronden lang bleef hij bij een groepje bestaande uit Billie Nelson, Jack Findlay, John Cooper, Silvio Grassetti en Peter Williams. Deze coureurs moeten hoop op de overwinning gehad hebben, in de veronderstelling dat de MV Agusta niet goed liep. Grassetti moest al snel opgeven omdat zijn Bianchi slecht liep, maar de anderen vochten een harde strijd tegen elkaar uit. Toen Findlay daarbij in de zesde ronde even op kop kwam, vond Agostini het genoeg en hij begon snel weg te lopen van de kopgroep. Nelson ging onderuit en kon niet herstarten omdat zijn uitlaat vol met zand zat. Cooper en Findlay vochten door tot op de streep, toen Findlay met de McIntyre-Matchless vlak vóór Cooper (Seeley) finishte. 

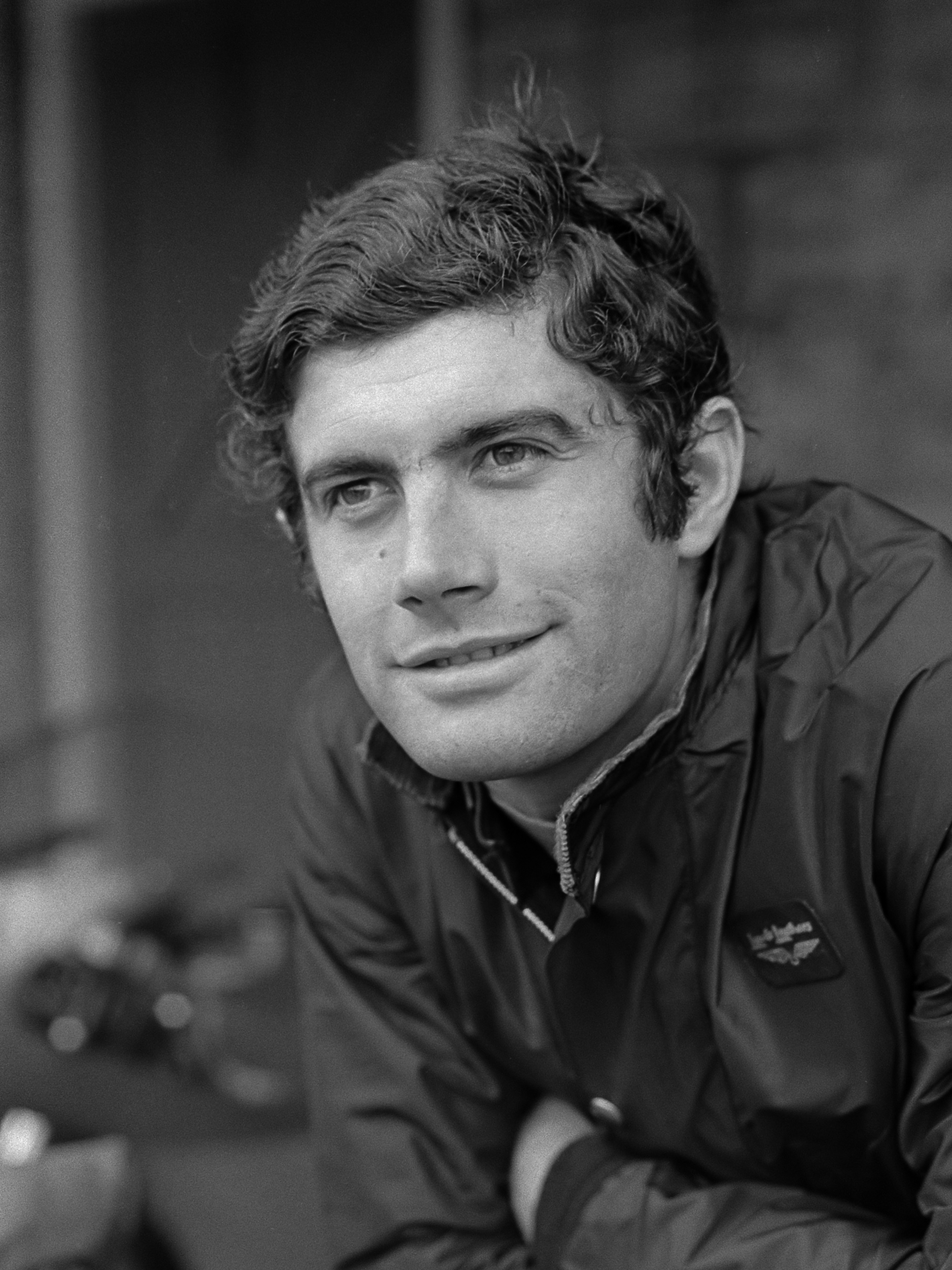
Giacomo Agostini won de 350- en de 500cc-race in Assen.

| Pos | Coureur          | Merk                     | Tijd      | Punten |
| --- | ---------------- | ------------------------ | --------- | ------ |
| 1   | Giacomo Agostini | MV Agusta                | 1:05"22'2 | 8      |
| 2   | Jack Findlay     | McIntyre-Matchless       | +1"19'1   | 6      |
| 3   | John Cooper      | Seeley-Matchless         | +1"19'2   | 4      |
| 4   | Peter Williams   | Arter-Matchless          | +1"19'3   | 3      |
| 5   | Kel Carruthers   | Norton                   | +2"48'5   | 2      |
| 6   | Ron Chandler     | Seeley                   | +2"56'1   | 1      |
| 7   | Malcolm Uphill   | Norton                   | +2"59'9   |        |
| 8   | Rodney Gould     | Norton                   | +3"01'6   |        |
| 9   | John Hartle      | Cowles-Métisse-Matchless | +1 ronde  |        |
| 10  | Theo Louwes      | Norton                   | +1 ronde  |        |
| 11  | Bert Oosterhuis  | Norton                   | +1 ronde  |        |
| 12  | Walter Scheimann | Norton                   | +1 ronde  |        |
| 13  | Karl Hoppe       | Matchless                | +2 ronden |        |

| Coureur           | Merk             | Oorzaak |
| ----------------- | ---------------- | ------- |
| John Dodds        | Norton           |         |
| Gyula Marsovszky  | Matchless        |         |
| Bohumil Staša     | ČZ               |         |
| Billie Nelson     | Hannah-Paton     | Val     |
| Dan Shorey        | Norton           |         |
| Derek Woodman     | Seeley-Matchless |         |
| Godfrey Nash      | Norton           |         |
| Rex Butcher       | Matchless        |         |
| Steve Jolly       | Matchless        |         |
| Alberto Pagani    | LinTo            |         |
| Angelo Bergamonti | Hannah-Paton     |         |
| Silvio Grassetti  | Bianchi          |         |
| Keith Turner      | Matchless        |         |
| Bosse Granath     | Matchless        |         |
| Errol Cowan       | Matchless        |         |

| Coureur             | Merk         | Oorzaak |
| ------------------- | ------------ | ------- |
| Bernie Lund         | Matchless    |         |
| Barry Randle        | Petty-Norton |         |
| Bill Smith          | Matchless    |         |
| Brian Ball          | Seeley       |         |
| Percy Tait          | Triumph      |         |
| Rob Fitton          | Norton       |         |
| Renzo Pasolini      | Benelli      |         |
| Silvano Bertarelli  | Paton        |         |
| Nikolaj Sevast'ânov | Vostok       |         |

### Top tien tussenstand 500cc-klasse
| Pos | Coureur           | Merk               | Ptn |
| --- | ----------------- | ------------------ | --- |
| 1   | Giacomo Agostini  | MV Agusta          | 32  |
| 2   | Jack Findlay      | McIntyre-Matchless | 12  |
| 3   | Peter Williams    | Arter-Matchless    | 7   |
| 4   | Dan Shorey        | Norton             | 6   |
| 4   | Brian Ball        | Seeley             | 6   |
| 6   | Gyula Marsovszky  | Matchless          | 5   |
| 7   | John Dodds        | Norton             | 4   |
| 7   | Barry Randle      | Petty-Norton       | 4   |
| 7   | John Cooper       | Seeley-Matchless   | 4   |
| 10  | Angelo Bergamonti | Hannah-Paton       | 3   |
| 10  | Bill Smith        | Matchless          | 3   |
| 10  | Kel Carruthers    | Norton             | 3   |

## 350cc-klasse
De 350cc-race in Assen was maar enkele ronden spannend. Tot de derde ronde kon Renzo Pasolini met de Benelli viercilinder Giacomo Agostini nog enigszins volgen, maar hij moest er grote risico's voor nemen. Zo groot, dat hij in die ronde onderuit schoof en zijn stroomlijnkuip flink beschadigde. Hij wist opnieuw te starten en zelfs de tweede plaats te behouden, maar een paar ronden later moest hij met zijn loshangende kuip de race afbreken nadat hij door bijna het hele veld ingehaald was. Niet lang daarna had Agostini, die ongeveer 10 seconden per ronde uitliep, iedereen op een ronde achterstand gereden. Kel Carruthers lag met de Aermacchi enkele ronden lang op de tweede plaats, maar moest met motorschade afstappen. Daarna lag Gilberto Milani met zijn Aermacchi op de tweede plaats, aangevallen door Billie Nelson met de Paton en Ginger Molloy met de Bultaco. De Patons van Nelson en Angelo Bergamonti hielden het echter niet vol en Molloy was uiteindelijk te sterk voor Milani. Molloy werd tweede en Milani werd derde. 
| Pos | Coureur          | Merk              | Tijd      | Punten |
| --- | ---------------- | ----------------- | --------- | ------ |
| 1   | Giacomo Agostini | MV Agusta         | 1:05"22'7 | 8      |
| 2   | Ginger Molloy    | Bultaco           | +1 ronde  | 6      |
| 3   | Gilberto Milani  | Aermacchi         | +1 ronde  | 4      |
| 4   | Bohumil Staša    | ČZ                | +1 ronde  | 3      |
| 5   | Derek Woodman    | Métisse-Aermacchi | +1 ronde  | 2      |
| 6   | Dave Simmonds    | Kawasaki          | +1 ronde  | 1      |
| 7   | Peter Williams   | AJS               | +1 ronde  |        |
| 8   | Karl Hoppe       | Aermacchi         | +1 ronde  |        |
| 9   | Dan Shorey       | Norton            | +1 ronde  |        |
| 10  | Ron Chandler     | Seeley            | +1 ronde  |        |
| 11  | Godfrey Nash     | Norton            | +1 ronde  |        |
| 12  | Heinz Rosner     | MZ                | +1 ronde  |        |
| 13  | Rudi Thalhammer  | Aermacchi         | +1 ronde  |        |
| 14  | Karel Bojer      | ČZ                | +1 ronde  |        |
| 15  | Bosse Granath    | Husqvarna         | +2 ronden |        |
| 16  | Cas Swart        | Ducati            | +3 ronden |        |
| 17  | Jaap Moojen      | Honda             | +3 ronden |        |

| Coureur           | Merk              | Oorzaak   |
| ----------------- | ----------------- | --------- |
| Kel Carruthers    | Drixton-Aermacchi | Motor     |
| Billie Nelson     | Hannah-Paton      |           |
| Angelo Bergamonti | Hannah-Paton      |           |
| Renzo Pasolini    | Benelli           | Valschade |

| Coureur           | Merk      |
| ----------------- | --------- |
| Jack Findlay      | Aermacchi |
| František Šťastný | Jawa      |
| Bill Smith        | Honda     |
| Brian Steenson    | Aermacchi |
| John Cooper       | Seeley    |
| Bruno Spaggiari   | Ducati    |
| Silvio Grassetti  | Benelli   |

### Top tien tussenstand 350cc-klasse
| Pos | Coureur          | Merk              | Ptn |
| --- | ---------------- | ----------------- | --- |
| 1   | Giacomo Agostini | MV Agusta         | 24  |
| 2   | Renzo Pasolini   | Benelli           | 12  |
| 3   | Ginger Molloy    | Bultaco           | 9   |
| 4   | Kel Carruthers   | Drixton-Aermacchi | 4   |
| 4   | Bill Smith       | Honda             | 4   |
| 4   | Derek Woodman    | Métisse-Aermacchi | 4   |
| 4   | Bohumil Staša    | ČZ                | 4   |
| 4   | Gilberto Milani  | Aermacchi         | 4   |
| 9   | John Cooper      | Seeley            | 2   |
| 9   | Dan Shorey       | Norton            | 2   |

## 250cc-klasse
In Assen wisselden Bill Ivy en Phil Read vrijwel elke ronde van positie, maar uiteindelijk kwam Ivy als eerste over de streep, slechts 0,1 seconde voor Read. Pasolini was niet helemaal fit door zijn val in de 350cc-klasse eerder die dag, maar werd toch nog derde.

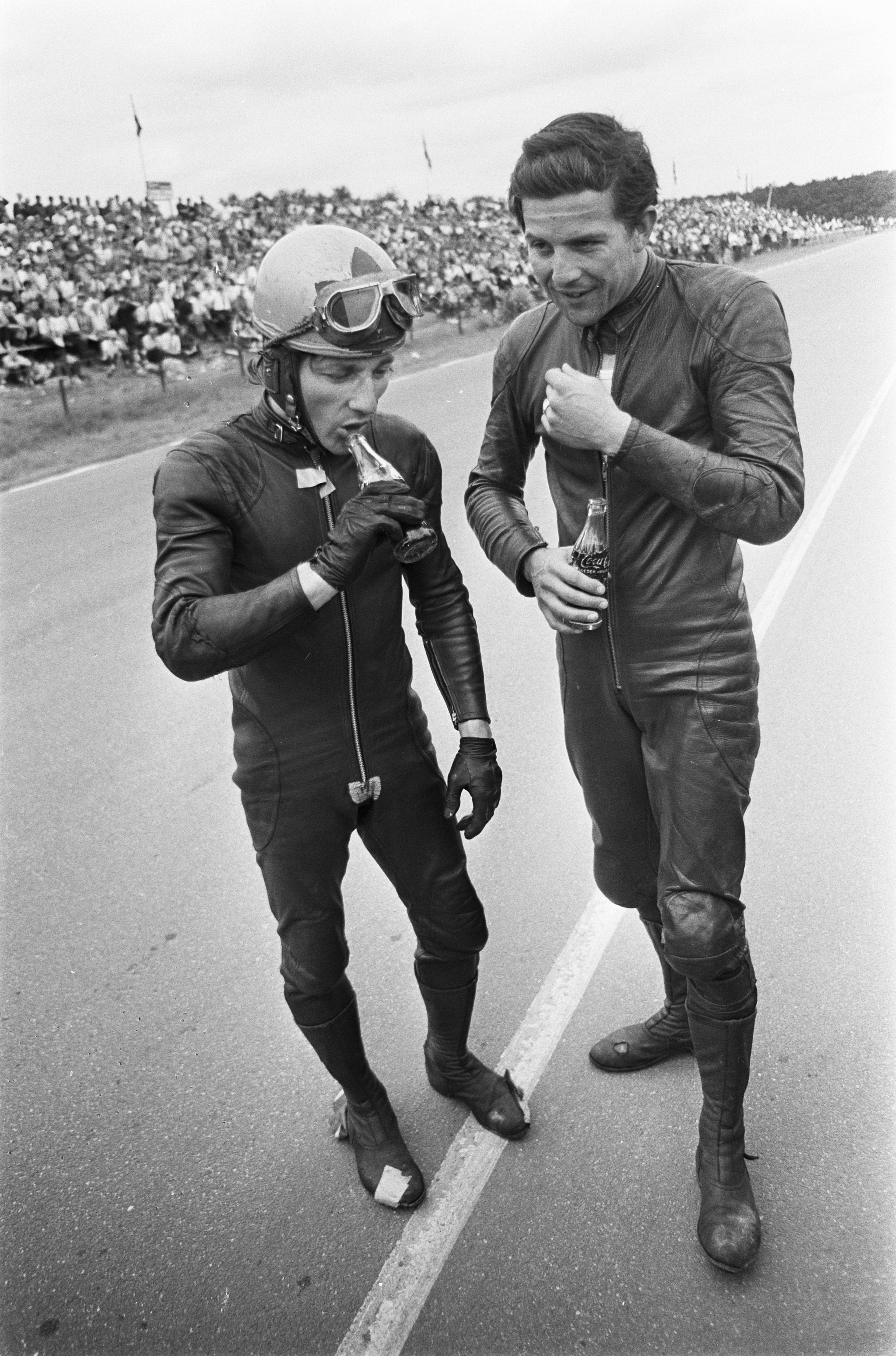
Bill Ivy (links) en Phil Read na de 250cc-race

| Pos | Coureur           | Merk      | Tijd      | Punten |
| --- | ----------------- | --------- | --------- | ------ |
| 1   | Bill Ivy          | Yamaha    | 55"23'9   | 8      |
| 2   | Phil Read         | Yamaha    | +0'1      | 6      |
| 3   | Renzo Pasolini    | Benelli   | +1"43'3   | 4      |
| 4   | Heinz Rosner      | MZ        | +2"12'9   | 3      |
| 5   | Rodney Gould      | Yamaha    | +3"31'6   | 2      |
| 6   | Santiago Herrero  | Ossa      | +1 ronde  | 1      |
| 7   | John Cooper       | Yamaha    | +1 ronde  |        |
| 8   | Ginger Molloy     | Bultaco   | +1 ronde  |        |
| 9   | Gilberto Milani   | Aermacchi | +1 ronde  |        |
| 10  | Jack Findlay      | Bultaco   | +1 ronde  |        |
| 11  | Cees van Dongen   | Yamaha    | +1 ronde  |        |
| 12  | Lothar John       | Suzuki    | +1 ronde  |        |
| 13  | Tommy Robb        | Bultaco   | +1 ronde  |        |
| 14  | Gyula Marsovszky  | Bultaco   | +1 ronde  |        |
| 15  | František Šťastný | Jawa      | +1 ronde  |        |
| 16  | Ruud Breedt       | Bultaco   | +1 ronde  |        |
| 17  | Rudolf Thalhammer | Aermacchi | +1 ronde  |        |
| 18  | Cliff Carr        | Bultaco   | +2 ronden |        |
| 19  | Jan Kostwinder    | Yamaha    | +2 ronden |        |

| Coureur         | Merk      |
| --------------- | --------- |
| Kel Carruthers  | Aermacchi |
| Frank Perris    | Suzuki    |
| Paul Eickelberg | Aermacchi |
| Carlos Giró     | Ossa      |
| Carlos Rocamora | Bultaco   |
| Bill Smith      | Yamaha    |
| Brian Steenson  | Aermacchi |
| Malcolm Uphill  | Suzuki    |
| Rex Butcher     | Suzuki    |
| László Szabó    | MZ        |
| Gordon Keith    | Yamaha    |
| Kent Andersson  | Yamaha    |

### Top tien tussenstand 250cc-klasse
| Pos | Coureur          | Merk           | Ptn |
| --- | ---------------- | -------------- | --- |
| 1   | Bill Ivy         | Yamaha         | 24  |
| 2   | Phil Read        | Yamaha         | 14  |
| 3   | Heinz Rosner     | MZ             | 13  |
| 4   | Ginger Molloy    | Bultaco        | 10  |
| 4   | Renzo Pasolini   | Benelli        | 10  |
| 6   | Rodney Gould     | Bultaco-Yamaha | 7   |
| 7   | Kent Andersson   | Yamaha         | 4   |
| 8   | Carlos Giró      | Ossa           | 3   |
| 8   | Malcolm Uphill   | Suzuki         | 3   |
| 10  | Frank Perris     | Suzuki         | 2   |
| 10  | Carlos Rocamora  | Bultaco        | 2   |
| 10  | Santiago Herrero | Ossa           | 2   |

## 125cc-klasse
In Assen had men eigenlijk gehoopt op het verschijnen van de MZ driecilinder, maar Heinz Rosner kwam nog met de tweecilinder RE 125 aan de start. Hij stond wel op de eerste startrij, maar wist al dat hij kansloos was tegen de Yamaha's van Bill Ivy en Phil Read. Die hadden kort ervoor nog voor een enorm spannende 250cc-race gezorgd, maar dat zou zich in de 125cc-klasse niet herhalen. Opmerkelijk genoeg startte László Szabó met zijn MZ vanaf de tweede startrij als snelste, maar Read en Ivy stelden snel orde op zaken. Ivy zocht echter na de eerste ronde de pit op. Hij was bij de start geblesseerd geraakt aan een enkel en had te veel pijn om door te gaan. Read ging ervandoor. Ook Heinz Rosner had zich van zijn achtervolgers losgemaakt en lag op een tweede plaats, alleen nog achtervolgd door Dave Simmonds met de semi-fabrieks-Kawasaki. Simmonds kwam goed op dreef en in de zesde ronde had hij zelfs de eerste plaats van Phil Read overgenomen. Read gaf toen echter pas echt gas en nam de koppositie weer over. Rosner viel met machinepech uit. Ginger Molloy nestelde zich op de derde plaats en Jan Huberts vocht zich vanaf een elfde plaats naar voren en was vierde. In de laatste ronde maakte Simmonds een fout en daardoor kon Jan Huberts met zijn privé-MZ de derde plaats pakken achter Read en Molloy. 
| Pos | Coureur           | Merk          | Tijd      | Punten |
| --- | ----------------- | ------------- | --------- | ------ |
| 1   | Phil Read         | Yamaha        | 48"38'7   | 8      |
| 2   | Ginger Molloy     | Bultaco       | +2"10'6   | 6      |
| 3   | Jan Huberts       | MZ            | +2"24'5   | 4      |
| 4   | Salvador Cañellas | Bultaco       | +2"26'6   | 3      |
| 5   | Dieter Braun      | Neckermann-MZ | +2"55'5   | 2      |
| 6   | Giuseppe Visenzi  | Montesa       | +3"25'2   | 1      |
| 7   | Gordon Keith      | Yamaha        | +3"25'3   |        |
| 8   | Tommy Robb        | Bultaco       | +3"36'9   |        |
| 9   | Barry Smith       | Derbi         | +1 ronde  |        |
| 10  | Ruud Breedt       | Honda         | +1 ronde  |        |
| 11  | Herbert Denzler   | Honda         | +1 ronde  |        |
| 12  | Bob Coulter       | Bultaco       | +1 ronde  |        |
| 13  | Lothar John       | Neckermann-MZ | +1 ronde  |        |
| 14  | Martin Carney     | Bultaco       | +1 ronde  |        |
| 15  | Aad Droog         | Honda         | +1 ronde  |        |
| 16  | Henk Mos          | Honda         | +2 ronden |        |

| Coureur       | Merk     | Oorzaak  |
| ------------- | -------- | -------- |
| Heinz Rosner  | MZ       |          |
| Bill Ivy      | Yamaha   | Blessure |
| Dave Simmonds | Kawasaki | Val      |

| Coureur              | Merk          |
| -------------------- | ------------- |
| Kel Carruthers       | Honda         |
| Friedhelm Kohlar     | MZ            |
| Günter Bartusch      | MZ            |
| Hartmut Bischoff     | MZ            |
| Jürgen Lenk          | MZ            |
| Thomas Heuschkel     | MZ            |
| Hans Georg Anscheidt | Suzuki        |
| Lothar John          | MZ            |
| Siegfried Möhringer  | Neckermann-MZ |
| Walter Scheimann     | Honda         |
| Pedro Álvarez        | Bultaco       |
| Steve Murray         | Honda         |
| János Reisz          | MZ            |
| László Szabó         | MZ            |
| Kent Andersson       | MZ            |

### Top tien tussenstand 125cc-klasse
| Pos | Coureur              | Merk          | Ptn |
| --- | -------------------- | ------------- | --- |
| 1   | Phil Read            | Yamaha        | 24  |
| 2   | Ginger Molloy        | Bultaco       | 12  |
| 3   | Salvador Cañellas    | Bultaco       | 11  |
| 4   | Bill Ivy             | Yamaha        | 6   |
| 4   | Hans Georg Anscheidt | Suzuki        | 6   |
| 6   | Tommy Robb           | Bultaco       | 5   |
| 6   | Kel Carruthers       | Honda         | 5   |
| 6   | Dieter Braun         | Neckermann-MZ | 5   |
| 9   | Siegfried Möhringer  | Neckermann-MZ | 4   |
| 9   | Heinz Rosner         | MZ            | 4   |
| 9   | Jan Huberts          | MZ            | 4   |

## 50cc-klasse
In Assen reed Paul Lodewijkx (Jamathi) de snelste trainingstijd, maar in de race kon hij aanvankelijk niet meer doen dan de Suzuki van Hans Georg Anscheidt volgen. Tegen het einde liep Anscheidt van hem weg en in de voorlaatste ronde was zijn voorsprong ongeveer 60 meter. Lodewijkx zette echter alles op alles en kwam met meer snelheid dan Anscheidt uit de laatste bocht vóór de finish. Hij kon zelfs misschien nog iets profiteren van de slipstream van een achterblijver. In elk geval finishte hij als eerste, vlak vóór Anscheidt. Het was de eerste Nederlandse overwinning op een Nederlandse machine sinds die van Dick Renooy met zijn Eysink exact twintig jaar eerder. Tussen Lodewijkx en Anscheidt zat slechts 0,1 seconde, maar Aalt Toersen (Kreidler) werd op een halve minuut derde. Doordat er slechts drie resultaten telden, was Hans Georg Anscheidt nu wereldkampioen, maar dat wist nog niemand omdat er twee GP's zouden worden afgelast. 
| Pos | Coureur              | Merk             | Tijd      | Punten |
| --- | -------------------- | ---------------- | --------- | ------ |
| 1   | Paul Lodewijkx       | Jamathi          | 31"32'0   | 8      |
| 2   | Hans Georg Anscheidt | Suzuki           | +0'1      | 6      |
| 3   | Aalt Toersen         | Kreidler         | +30'2     | 4      |
| 4   | Jan de Vries         | Kreidler         | +46'9     | 3      |
| 5   | Jos Schurgers        | J.S.-Kreidler    | +1"32'4   | 2      |
| 6   | Rudolf Schmälzle     | Kreidler         | +1"46'3   | 1      |
| 7   | Jan Bruins           | Kreidler         | +2"06'6   |        |
| 8   | Rudolf Kunz          | Kreidler         | +2"13'6   |        |
| 9   | Jacques De Ara       | Derbi            | +3"06'7   |        |
| 10  | Jan van Leeuwen      | Honda            | +3"07'2   |        |
| 11  | Jaap Mooyen          | Kreidler         | +3"07'8   |        |
| 12  | Herbert Denzler      | Kreidler         | +3"07'9   |        |
| 13  | Janko-Florijan Štefe | Tomos            | +3"17'4   |        |
| 14  | Martin Mijwaart      | Jamathi          | +3"25'5   |        |
| 15  | Herman Meijer        | Hemeyla-Kreidler | +4"15'0   |        |
| 16  | André Guinot         | Derbi            | +4"16'5   |        |
| 17  | Philippe Ruyssen     | Derbi            | +4"19'5   |        |
| 18  | Henk Mos             | Kreidler         | +4"26'3   |        |
| 19  | George Ashton        | Garelli          | +1 ronde  |        |
| 20  | Bernard Hausel       | Kreidler         | +1 ronde  |        |
| 21  | Jean-Louis Pasquier  | Derbi            | +2 ronden |        |

| Coureur     | Merk  | Oorzaak  |
| ----------- | ----- | -------- |
| Ángel Nieto | Derbi | Blessure |

| Coureur          | Merk     |
| ---------------- | -------- |
| Barry Smith      | Derbi    |
| Ludwig Faßbender | Kreidler |
| Carlos Giró      | Derbi    |
| Francisco Cufi   | Derbi    |
| Chris Walpole    | Honda    |
| David Lock       | Honda    |
| Jim Pink         | Honda    |
| Leslie Griffiths | Honda    |
| Robin Udall      | Honda    |
| Cees van Dongen  | Kreidler |

### Top tien tussenstand 50cc-klasse
| Pos | Coureur              | Merk     | Ptn |                |
| --- | -------------------- | -------- | --- | -------------- |
| 1   | Hans Georg Anscheidt | Suzuki   | 22  | wereldkampioen |
| 2   | Barry Smith          | Derbi    | 12  |                |
| 3   | Paul Lodewijkx       | Jamathi  | 11  |                |
| 4   | Rudolf Kunz          | Kreidler | 6   |                |
| 4   | Ángel Nieto          | Derbi    | 6   |                |
| 4   | Chris Walpole        | Honda    | 6   |                |
| 7   | Rudolf Schmälzle     | Kreidler | 5   |                |
| 8   | Leslie Griffiths     | Honda    | 4   |                |
| 8   | Aalt Toersen         | Kreidler | 4   |                |
| 10  | Ludwig Faßbender     | Kreidler | 3   |                |
| 10  | David Lock           | Honda    | 3   |                |
| 10  | Jan de Vries         | Kreidler | 3   |                |

## Zijspanklasse
Dat Klaus Enders/Ralf Engelhardt al twee keer waren uitgevallen bleek aan problemen met het gewijzigde smeersysteem van hun BMW te liggen. Om de motor lager te kunnen monteren was de oliepan vervangen door een aparte olietank. In Assen stonden ze weer op de eerste startplaats, naast Johann Attenberger/Josef Schillinger. Op de derde plaats stonden Helmut Fath/Wolfgang Kalauch met de zelfgebouwde URS, die slechts enkele snelle ronden hadden getraind waarna hun snelste blok kapot ging. Het inbouwen van een reservemotor kostte veel tijd. Toch was Fath als snelste weg bij de start, maar hij kreeg meteen gezelschap van Georg Auerbacher/Hermann Hahn die van de derde rij waren gestart. Al snel begon de URS van Fath slecht te lopen waardoor Kalauch vanuit zijn zijspan moest gaan prutsen aan de motor en dus zijn werk als bakkenist niet meer kon doen. Na één ronde leidde Enders vóór Auerbacher en Schauzu. Attenberger lag toen nog zevende, maar was na de tweede ronde al opgeklommen naar de tweede plaats. Hij ging de strijd met Enders aan, terwijl ze samen al iets losgereden waren van de rest van het veld. Schauzu was en bleef derde en achter hem was er nog maar weinig strijd, vooral door het grote aantal uitvallende combinaties. Attenberger reed van de derde tot de negende ronde aan de leiding en toen werd hij weer even verdrongen door Enders. Twee ronden voor het einde ging Attenberger definitief naar de leiding en hij won met 0,7 seconden voorsprong.
| Pos | Coureur              | Bakkenist         | Merk | Tijd     | Punten |
| --- | -------------------- | ----------------- | ---- | -------- | ------ |
| 1   | Johann Attenberger   | Josef Schillinger | BMW  | 49"44'8  | 8      |
| 2   | Klaus Enders         | Ralf Engelhardt   | BMW  | +0'7     | 6      |
| 3   | Siegfried Schauzu    | Horst Schneider   | BMW  | +1"02'0  | 4      |
| 4   | Georg Auerbacher     | Henk de Wever     | BMW  | +1"09'8  | 3      |
| 5   | Helmut Fath          | Wolfgang Kalauch  | URS  | +2"19'7  | 2      |
| 6   | Jean-Claude Castella | Albert Castella   | BMW  | +3"52'4  | 1      |
| 7   | Maurice Tombs        | Trevor Tombs      | BMW  | +1 ronde |        |

| Coureur               | Bakkenist         | Merk |
| --------------------- | ----------------- | ---- |
| Arsenius Butscher     | Josef Huber       | BMW  |
| Heinz Luthringshauser | Lothar Ronsdorf   | BMW  |
| Helmut Lünemann       | Neil Caddow       | BMW  |
| Otto Kölle            | Rolf Schmid       | BMW  |
| Kenneth Calenius      | Juhani Vesterinen | BMW  |
| John Brandon          | Cliff Holland     | BMW  |
| Tony Wakefield        | Graham Milton     | BMW  |
| Ruben Bjarnemark      | Lennart Rägmo     | BMW  |

### Top tien tussenstand zijspanklasse
| Pos | Coureur               | Bakkenist                       | Merk | Ptn |
| --- | --------------------- | ------------------------------- | ---- | --- |
| 1   | Johann Attenberger    | Josef Schillinger               | BMW  | 17  |
| 2   | Siegfried Schauzu     | Horst Schneider                 | BMW  | 16  |
| 3   | Helmut Fath           | Wolfgang Kalauch                | URS  | 13  |
| 4   | Georg Auerbacher      | Hermann Hahn en Henk de Wever   | BMW  | 9   |
| 5   | Heinz Luthringshauser | Lothar Ronsdorf en Geoff Hughes | BMW  | 6   |
| 5   | Klaus Enders          | Ralf Engelhardt                 | BMW  | 6   |
| 7   | John Brandon          | Cliff Holland                   | BMW  | 2   |
| 8   | Otto Kölle            | Rolf Schmid                     | BMW  | 1   |
| 8   | Maurice Tombs         | Trevor Tombs                    | BMW  | 1   |
| 8   | Jean-Claude Castella  | Albert Castella                 | BMW  | 1   |